# Celtis madagascariensis
Celtis madagascariensis là một loài thực vật có hoa trong họ Cannabaceae. Loài này được Sattarian mô tả khoa học đầu tiên năm 2005.